# Microcalcarifera
Microcalcarifera là một chi bướm đêm thuộc họ Geometridae.